# NGC 1753
إن جي سي 1753 في الفهرس العام الجديد، هي مجرة، تقع في كوكبة الجبار. اكتشفت في 31 أكتوبر 1886 بواسطة لويس سويفت.

## روابط خارجية
- NGC 1753 على موقع ويكي سكاي: DSS2, SDSS, GALEX, IRAS, Hydrogen α, X-Ray, Astrophoto, Sky Map, Articles and images